# Latobicos
Los latobicos (en latín, Latobici; otras escrituras alternativas son Latobrigi - «latobrigos»-, Latovici -«latovicos» o «latobigos»-) eran una tribu celta de la Antigüedad. El fundador y deidad es Latobio ('Aquel que es el más ardiente'), del que se han encontrado seis inscripciones en dos lugares de Austria.
Julio César los menciona en el Libro I de sus Comentarios a la guerra de las Galias, entre los vecinos a los que los helvecios convencieron para salir de su tierra, siendo unos 14.000 que después de ser derrotados, deben volver a su territorio.
En época imperial, se constituyeron en civitas Latobicorum, con capital en el Praetorium Latobicorum, para ser promocionados al estatuto de Mucipium Latobicorum. En su territorio, bajo Claudio I, fue reclutada la Cohors I Latobicorum et Varcianorum.